# Porcellium graecorum
Porcellium graecorum är en kräftdjursart som beskrevs av Hans Strouhal1955. Porcellium graecorum ingår i släktet Porcellium och familjen Trachelipodidae. Inga underarter finns listade i Catalogue of Life.